# Tau (ryba)
Tau (Opsanus tau) – gatunek morskiej ryby batrachokształtnej z rodziny batrachowatych (Batrachoididae). Ze względu na osiągane rozmiary i dużą odporność na czynniki środowiskowe nabrał znaczenia jako ryba eksperymentalna wykorzystywana w różnorodnych badaniach. Współwystępuje z pokrewnym ropusznikiem beta. Obydwa gatunki mają podobną budowę i zachowania.

## Występowanie
Północno-zachodnie wody Oceanu Atlantyckiego od wybrzeży stanu Maine (USA) do Kuby.

## Cechy morfologiczne
Głowa duża i płaska. Zaokrąglony pysk zakończony jest dużym otworem gębowym. Płetwy piersiowe bardzo duże. Tau osiąga maksymalnie 43 cm długości i około 2,2 kg masy ciała. Na pokrywach skrzelowych, wokół oczu i otworu gębowego ma liczne frędzlowate wyrostki. Przed płetwą grzbietową ma 3 mocne kolce i kolec na pokrywie skrzelowej. Ubarwienie zmienne, zazwyczaj żółtawo-brązowe, ciemniejsze na grzbiecie i bokach ciała.

## Biologia i ekologia
Tau występuje w wodach przybrzeżnych nad dnem skalistym i wśród raf, żyje wśród zarośli trawy morskiej. Spotykany jest w pirsach i wrakach. Toleruje zanieczyszczone wody.
Jest to gatunek wszystkożerny i żarłoczny. Mało ruchliwy. Poluje na drobne skorupiaki i ryby, z zaskoczenia, stosując kamuflaż wśród elementów dna. Samice składają ikrę pod kamieniami lub do pustych muszli. Samiec strzeże jej przez 3 tygodnie.
W literaturze został rozpowszechniony z powodu wydawanych dźwięków, znacznie różniących się od dźwięków wydawanych przez inne gatunki ryb. W okresie godowym samce oraz samice Opsanus tau emitują krótkie, pojedyncze lub seryjne dźwięki. Samce opiekujące się potomstwem wydają długie donośne ryki. Dźwięki wydawane przez tau powstają w efekcie bardzo szybkich wibracji pęcherza pławnego, wywołanych skurczami mięśnia poprzecznie prążkowanego.

## Znaczenie dla człowieka
Ryba jest często odławiana jako ciekawostka do akwariów publicznych. Ma również lokalne znaczenie gastronomiczne.
Kilka osobników tau uczestniczyło w lotach STS-90 i STS-95, w czasie których prowadzono na nich badania nad wpływem mikrograwitacji na układ przedsionkowy i zmysł równowagi.

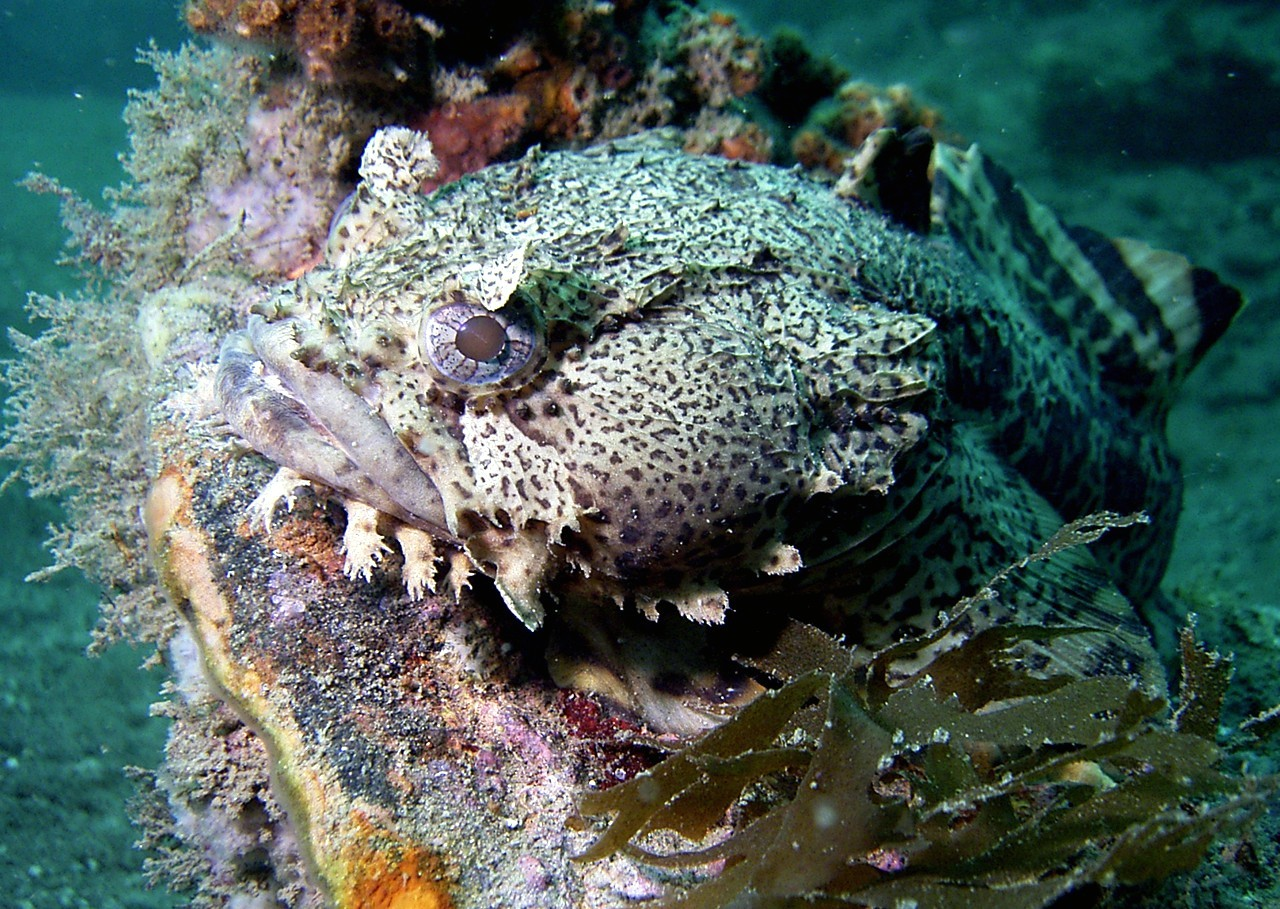
Zakamuflowany tau